# Національна бібліотека Сінгапуру
Національна бібліотека Сінгапуру (англ. National Library of Singapore, кит.: 国家图书馆, мал. Perpustakaan Negara, там. தேசிய நூலகம்) — найбільша бібліотека Сінгапуру, яка об'єднує наукову бібліотеку «Лі Конг Ч'ян» (Lee Kong Chian Reference Library) та центральну публічну бібліотеку (Central Public Library).

## Історія
Історія національної бібліотеки Сінгапуру починається із заснування першої публічної бібліотеки з ініціативи Стемфорда Раффлза, засновника сучасного Сінгапуру. 1887 року бібліотека переїхала в окреме приміщення, де стала частиною Музею Раффлза. 1960 року відбувся ще один переїзд на Стемфорд Роуд, відтоді бібліотека стала носити назву національної. З набуттям незалежності й стрімким ростом населення виникла потреба в створенні філій бібліотеки у передмістях. Ці філії не були самостійними закладами й підпорядковувалися головній Національній бібліотеці. 2005 року бібліотека переїхала у нове 16-поверхове приміщення, де поєднано фонди старої Національної бібліотеки (центральної публічної бібліотеки) з фондами наукової бібліотеки «Лі Конг Ч'ян». яка займає з 7-го по 13-ий поверхи. Публічна бібліотека розташована на першому поверсі. На 3-ому, 4-ому та 5-ому поверхах нової Національної бібліотеки розташований театр «Центр драми» із залом на 600 місць.

## Публікації
Національна бібліотека видає такі інформаційні бюлетені:
- Singapore National Bibliography (з 1967).
- Singapore Periodicals Index (1969 - 1970).
- Books about Singapore (з 1962)